# Municipio de Posey (condado de Franklin)
El municipio de Posey (en inglés: Posey Township) es un municipio ubicado en el condado de Franklin en el estado estadounidense de Indiana. En el año 2010 tenía una población de 1051 habitantes y una densidad poblacional de 22,35 personas por km².

## Geografía
El municipio de Posey se encuentra ubicado en las coordenadas 39°28′37″N 85°16′7″O / 39.47694, -85.26861. Según la Oficina del Censo de los Estados Unidos, el municipio tiene una superficie total de 47.02 km², de la cual 46,85 km² corresponden a tierra firme y (0,35 %) 0,17 km² es agua.

## Demografía
Según el censo de 2010, había 1051 personas residiendo en el municipio de Posey. La densidad de población era de 22,35 hab./km². De los 1051 habitantes, el municipio de Posey estaba compuesto por el 98,76 % blancos, el 0,19 % eran amerindios, el 0,1 % eran asiáticos, el 0,1 % eran de otras razas y el 0,86 % eran de una mezcla de razas. Del total de la población el 0,57 % eran hispanos o latinos de cualquier raza.